# Любовь зла (фильм, 2001)
«Любовь зла» (англ. Shallow Hal — «Поверхностный Хэл») — американская романтическая комедия с участием Джека Блэка, Гвинет Пэлтроу и Джейсона Александра. Режиссёры и авторы сценария — Братья Фаррелли. Премьера состоялась 9 ноября 2001 года.

## Сюжет
Хэл Ларсон — сотрудник финансовой компании JPS funds. В личной жизни он одинок и ищет внимания привлекательных женщин, проводя свободное время в ночных клубах и вечеринках, пытаясь, без особого успеха, познакомиться. Друг Хэла Маурисио Уилсон, разделяет его интерес к красоткам. Знакомые считают Хэла поверхностным человеком, который до сих пор не повзрослел.
Однажды Хэл застрял в лифте вместе с известным психологом Энтони Роббинсом (камео) и разговорился с ним о себе. Роббинс, понимая ситуацию Хэла, гипнотизирует его, заставляя Хэла увидеть внутреннюю красоту людей. В ночном клубе Хэл заигрывает со страшненькими девушками, шокируя Маурисио. Хэл случайно знакомится на улице с дочерью своего начальника Стива Шэнехана — Розмари.  Девушка страдает от тучности и раньше никогда не привлекала внимания молодых людей. Розмари сотрудник корпуса мира и всю себя посвящает благотворительности. Однако Хэлу она представляется стройной красавицей, и они начинают встречаться. Окружающие не понимают столь странный выбор, а друг Маурисио обеспокоен его психическим здоровьем. Поначалу он полагает Хэл решил лишь приударить за дочерью босса в карьерных интересах, но друг убеждает его в том, что девушка привлекает его только сама по себе. 
Маурисио решает вернуть себе друга и находит Роббинса, убедив передать ему кодовую фразу, которая «отключает» внушение: «Любовь зла полюбишь козла» (в оригинале «Shallow Hal wants a gal»). Маурисио говорит по телефону другу кодовую фразу во время его свидания с Розмари. Хэл теперь видит настоящий физический облик своей подруги и не узнаёт её. Хэл разрывает отношения с Розмари. Хэл не верит в то, что его загипнотизировали, но столкнувшись с девушками, с которыми он познакомился после внушения и его отключения, понимает, что это не шутка.
Неожиданно его приглашает на свидание симпатичная соседка Джилл, которая заметила перемены в поведении Хэла и теперь хочет с ним встречаться. Однако, в ходе их свидания, Хэл осознаёт, что его всё равно влечёт к Розмари, оказавшейся с семьёй в этом же ресторане. Ему действительно нравится внутренний мир и внутренняя красота девушки. Хэл возвращается к Розмари и восстанавливает их отношения. Они вместе планируют отправиться в командировку в страну третьего мира для волонтёрской деятельности.

## В ролях
| Актёр             | Роль                                    |
| ----------------- | --------------------------------------- |
| Джек Блэк         | Хэл Ларсон                              |
| Гвинет Пэлтроу    | Розмари Шэнехан                         |
| Джейсон Александр | Маурисио Уилсон друг Хэла               |
| Джо Витерелли     | Стив Шэнехан босс Хэла, отец Розмари    |
| Рене Кирби        | Уолт                                    |
| Брюс МакГилл      | преподобный Ларсон                      |
| Энтони Роббинс    | в роли самого себя                      |
| Сьюзан Уорд       | Джилл                                   |
| Зен Геснер        | Ральф Оуэнс бывший возлюбленный Розмари |
| Брук Бёрнс        | Катрина                                 |
| Кайл Гэсс         | Арти                                    |
| Лаура Кайтлингер  | Джен                                    |
| Кевин Спиртас     | Иисус                                   |